# Cot Pinthokhob
Cot Pinthokhob är en kulle i Indonesien.   Den ligger i provinsen Aceh, i den västra delen av landet, 1 800 km nordväst om huvudstaden Jakarta. Toppen på Cot Pinthokhob är 279 meter över havet.
Terrängen runt Cot Pinthokhob är huvudsakligen kuperad, men åt nordväst är den bergig. Terrängen runt Cot Pinthokhob sluttar söderut.Runt Cot Pinthokhob är det ganska tätbefolkat, med 86 invånare per kvadratkilometer. I omgivningarna runt Cot Pinthokhob växer i huvudsak städsegrön lövskog.